# Steinberg Media Technologies
Steinberg Media Technologies GmbH (eller bare Steinberg) er et tysk firma specialiseret i lydprodukter. Steinberg har blandt andet udviklet Cubase- og Nuendo-serierne, samt den voksende industristandard for virtuelle instrumenter Virtual Studio Technology.
Det første produkt MIDI-Sequencer Steinberg Pro16 for Commodore 64.